# 勇夫
勇夫（1907年—1967年3月），原名荣尚义，又名巴图、张汉卿、云连科，男，蒙古族，绥远土默特旗（今内蒙古自治区土默特左旗）沙尔沁村人，中国近现代政治人物。
1925年冬他进入黄埔四期学习，1926年参加国民革命军北伐，任新编第二师某连党代表。1927年“四·一二”清党后，勇夫从江西九江辗转回到包头，通过关系进入了“老一团”。1929年3月至1930年到蒙古人民共和国学习党务，后被共产国际派回中国。在德王的蒙古军内部做中共的地下党工作。中国抗战爆发后任中共土默特旗工委委员，参与组建大青山抗日游击队。1945年12月，到张家口内蒙古自治运动联合会工作，筹办《内蒙古周报》。中华人民共和国成立后，勇夫除担任《内蒙古日报》社首任社长外，先后出任内蒙古自治区文学艺术界联合会主席，内蒙古出版局局长，内蒙古大学副校长等职务。“文化大革命”中，勇夫惨遭迫害，于1967年3月去世。1979年4月，内蒙古自治区为其平反，并召开了追悼会。